# Xã Vieregg, Quận Merrick, Nebraska
Xã Vieregg (tiếng Anh: Vieregg Township) là một xã thuộc quận Merrick, tiểu bang Nebraska, Hoa Kỳ. Năm 2010, dân số của xã này là 849 người.